# Norra Trögds landskommun
Norra Trögds landskommun var en tidigare  kommun i Uppsala län.

## Administrativ historik
Kommunen bildades som storkommun vid kommunreformen 1952 genom sammanläggning av de tidigare landskommunerna Hacksta, Husby-Sjutolft, Härkeberga, Litslena, Löt och Villberga, samtliga i Trögds härad, varifrån kommunen fick sitt namn.
1 januari 1957 överfördes från landskommunen och Husby-Sjutolfts församling till Lagunda landskommun och Giresta församling ett obebott område (Sävsta 1:9-1:13 och Sävsta 2:2) omfattande en areal av 0,03 km², varav allt land.
1 januari 1959 överfördes från landskommunen och Härkeberga församling till Lagunda landskommun och Långtora församling ett obebott område omfattande en areal av 0,13 km², varav allt land.
Kommunreformen den 1 januari 1971 innebar att Norra Trögd tillsammans med fem andra enheter bildade Enköpings kommun.
Kommunkoden var 0303.

### Judiciell tillhörighet
I judiciellt hänseende tillhörde Norra Trögds landskommun Uppsala läns södra domsaga och Trögds tingslag.

### Kyrklig tillhörighet
I kyrkligt hänseende tillhörde Norra Trögds landskommun sex församlingar: Hacksta, Husby-Sjutolft, Härkeberga, Litslena, Löt samt Villberga.

## Geografi
Norra Trögds landskommun omfattade den 1 januari 1952 en areal av 174,76 km², varav 173,38 km² land. Efter nymätningar och arealberäkningar färdiga den 1 januari 1956 omfattade landskommunen den 1 november 1960 (enligt indelningen den 1 januari 1961) en areal av 177,05 km², varav 176,36 km² land.

### Tätorter i kommunen 1960
I Norra Trögds kommun fanns tätorten Grillby, som hade 570 invånare den 1 november 1960. Tätortsgraden i kommunen var då 20,2 procent.

## Politik

### Mandatfördelning i valen 1950–1966
| 14 | 14 | 4 | 3 |

| 34 |

| 14 | 12 | 4 | 5 |

| 31 |

| 13 | 13 | 4 | 5 |

| 29 | 6 |

| 14 | 12 | 4 | 5 |

| 31 |

| 13 | 13 | 3 | 6 |

| 28 | 7 |